# Télescope infrarouge

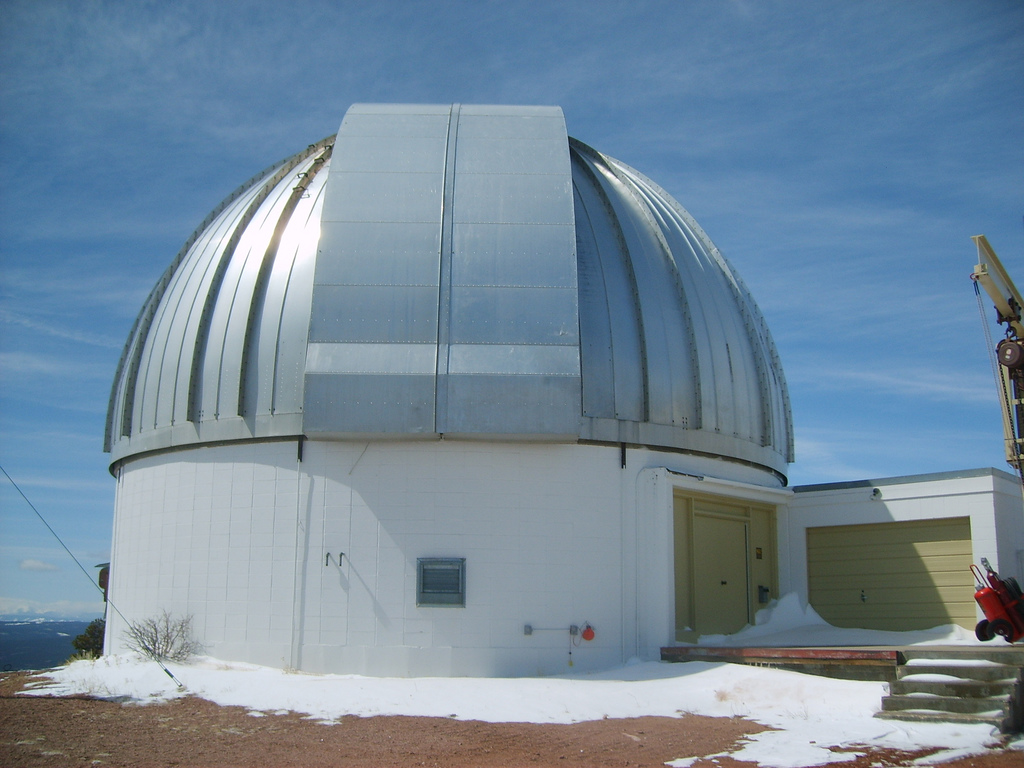
Observatoire infrarouge du Wyoming, situé au sommet de Jelm Mountain, Wyoming.

Un télescope infrarouge est un télescope qui observe les objets célestes dans le rayonnement infrarouge, une lumière de plus faible énergie que le spectre visible. L'astronomie infrarouge se développe à partir de la deuxième moitié du XXe siècle grâce à la mise au point de détecteurs permettant d'analyser ces longueurs d'onde. L'atmosphère terrestre intercepte en grande partie le rayonnement infrarouge aussi  les observatoires infrarouges sont-ils généralement situés soit en haute altitude  soit dans l'espace.

## Principes de fonctionnement

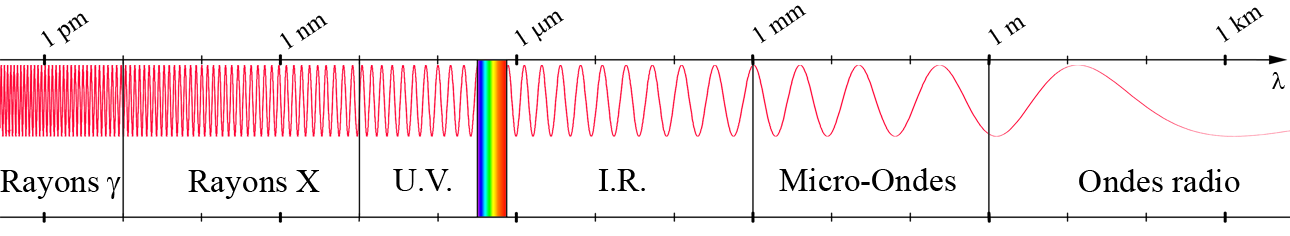
Spectre électromagnétique : L'infrarouge (I.R.) se situe entre la lumière visible (l'arc-en-ciel à gauche) et les micro-ondes (à droite).

L'infrarouge est constitué des rayonnements électromagnétiques dont les longueurs d'onde se situent entre environ 0,75 et 1 000 micromètres (μm)[réf. souhaitée], soit entre la lumière visible et les ondes submillimétriques.
Sans tenir compte de la lumière qu'il peut réfléchir, tout objet ayant une température thermodynamique au-dessus du zéro absolu émet un rayonnement de corps noir dont une partie se situe dans l'infrarouge,. Les télescopes infrarouge permettent d'observer certains objets qui sont difficiles, voire impossibles à observer avec d'autres instruments parce que trop froids pour émettre un rayonnement visible comme les naines brunes, masqués par des nuages de poussière comme les nébuleuses ou dont la lumière subit un important décalage vers le rouge comme les galaxies les plus lointaines. 
Les objets à température ambiante émettant également de l'infrarouge, les télescopes infrarouges doivent être refroidis afin de limiter le bruit thermique de leur structure et ainsi augmenter leur sensibilité,.

## Historique

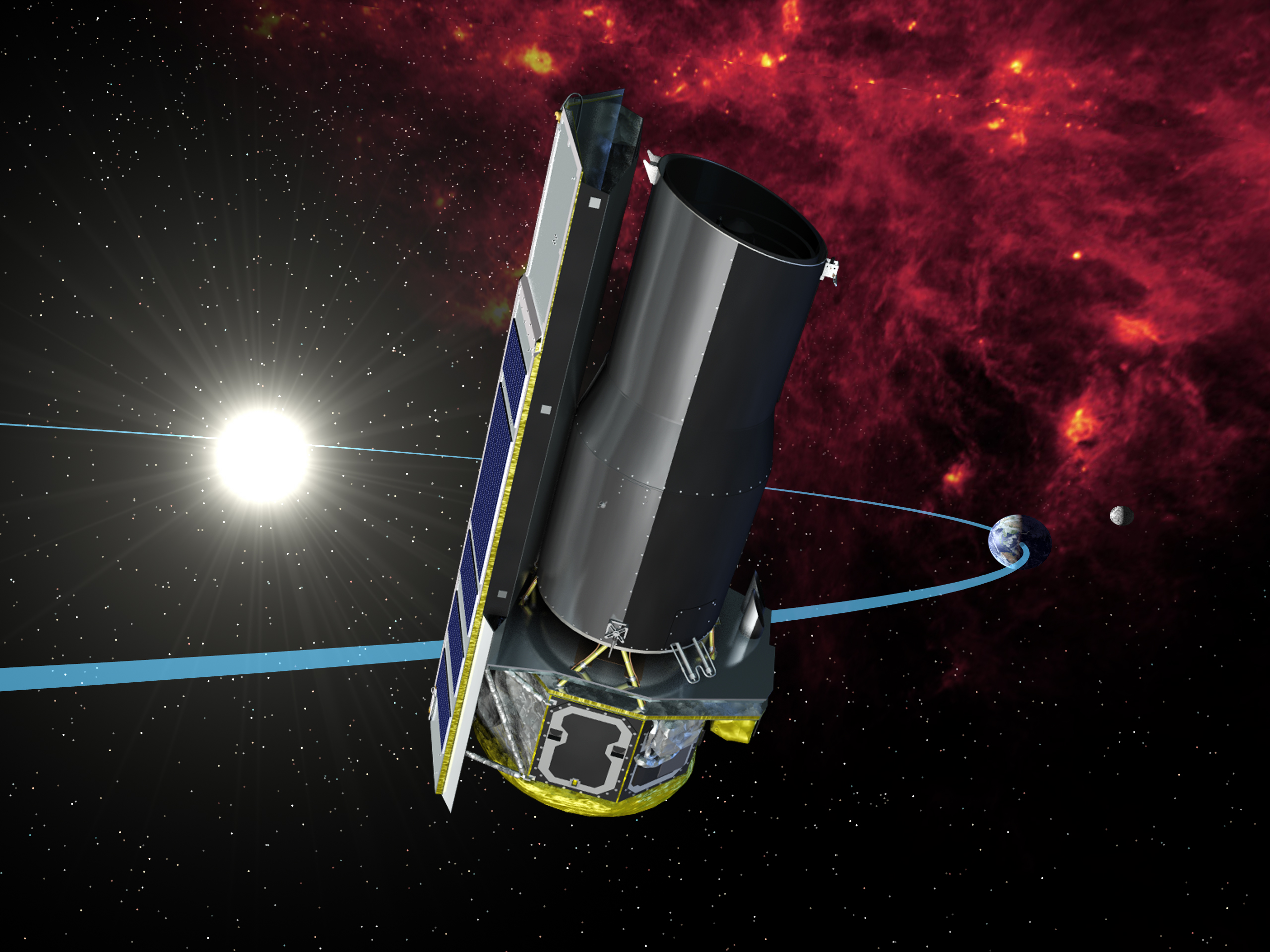
Spitzer, ou SIRTF (Space Infrared Telescope Facility) est un télescope spatial infrarouge développé et lancé par la NASA en 1984.

- En 1800, l'astronome William Herschel fait la découverte des rayons calorifiques en décomposant la lumière solaire à travers un prisme[6].
- En 1878, le bolomètre est inventé par Samuel Pierpont Langley. Il permet de mesurer l'intensité du rayonnement électromagnétique.
- Dans les années 1920, Edison Pettit et Seth Barnes Nicholson observent le rayonnement infrarouge à l'aide d'un thermocouple attaché à un télescope[7]. Cela leur permet de mesurer l'intensité des ondes infrarouges provenant de la Lune, de planètes et d'étoiles[8].
- En 1961, Frank James Low crée le bolomètre au germanium. Refroidi à l'hélium liquide, l'invention est une étape importante du développement des télescopes infrarouges[9],[8].
- En 1962, des astronomes utilisent un détecteur au sulfure de plomb (PbS) afin d'étudier les rayonnements infrarouges[9]. Pour d'augmenter la sensibilité du détecteur, on le refroidissait à l'azote liquide. Le détecteur avait la capacité de capter les radiations d'une longueur d'onde d'environ 3 µm[8].
- En 1983, la NASA, le NIVR et le Science and Engineering Research Council collaborent au lancement du télescope spatial infrarouge IRAS, qui réalise une cartographie complète du ciel dans les bandes infrarouges à 12, 25, 60 et 100 µm. Le satellite comprend un télescope Ritchey-Chrétien refroidi à l'hélium liquide[9],[8].
- En 1995, l'ESA met en orbite l'Observatoire spatial infrarouge (ISO). Il opère dans les bandes infrarouges de 0,5 à 240 µm. Il comprend un télescope Ritchey-Chrétien refroidi à l'hélium liquide[10].

## Observatoires

### Au sol

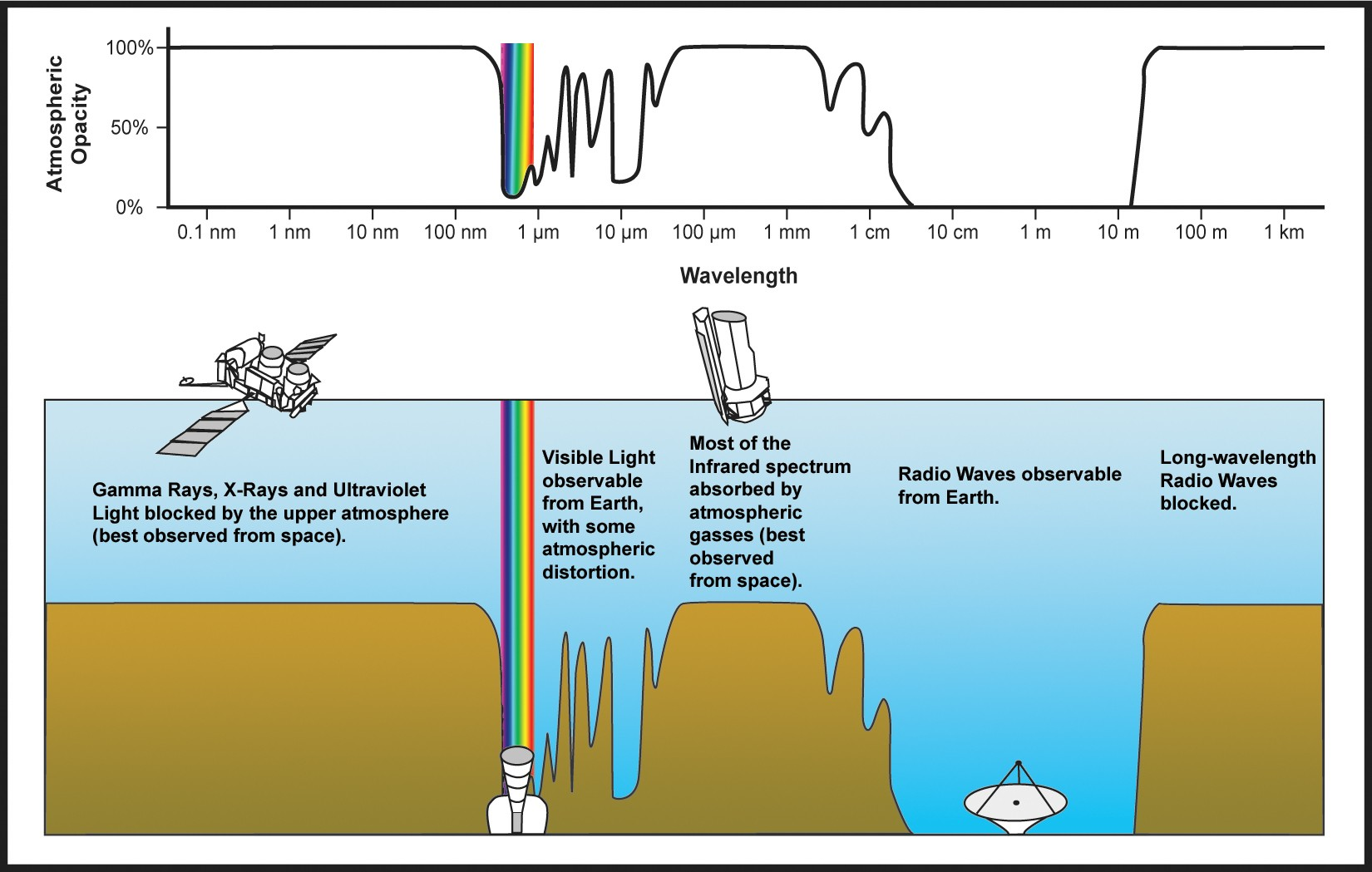
Fenêtre atmosphérique.

Les télescopes infrarouges au sol furent les premiers à être utilisés pour observer l'espace en infrarouge. Les premiers d'entre eux sont entrés en fonction au milieu des années 1960. L'utilisation des télescopes infrarouges au sol est limitée d'une façon importante par l'atmosphère terrestre. En effet, la vapeur d'eau contenue dans celle-ci absorbe une grande partie de la lumière infrarouge. Afin de limiter cette absorption, on construit généralement les observatoires infrarouges à de hautes altitudes et dans des climats très sec.
La plupart des télescopes en lumière visible dont le miroir primaire fait plus de deux mètres sont équipés d'instruments dédiés à l'infrarouge et partagent leur temps d'observation entre l'infrarouge et le visible. Puisque la lumière lunaire affecte grandement les observations effectuées dans le spectre de la lumière visible, mais très peu les observations dans l'infrarouge, des observations dans ce spectre peuvent être planifiées lorsque la Lune empêche d'observer en lumière visible.

### Dans l'espace
Les télescopes infrarouges spatiaux ont deux avantages face à ceux au sol, :
- L'absence de fenêtre atmosphérique.
- Le refroidissement facilité de la structure.

## Liste de télescopes infrarouges
| Nom      | Image | Ouverture (m) | Longueur d'onde (μm) | Lieu                                 | Mise en service | Fin de mission | Référence |
| -------- | ----- | ------------- | -------------------- | ------------------------------------ | --------------- | -------------- | --------- |
| VISTA    |       | 4,1 m         | 0,85 – 2,3 μm        | Observatoire du Cerro Paranal, Chili | décembre 2009   | -              | [ 12 ]    |
| UKIRT    |       | 3,8 m         | 1 – 20 μm            | Observatoires du Mauna Kea, Hawaï    | octobre 1979    | -              | [ 13 ]    |
| Herschel |       | 3,5 m         | 60 – 672 μm          | Point de Lagrange L2                 | juillet 2009    | avril 2013     | [ 14 ]    |
| IRTF     |       | 3 m           | 0,9 – 5,5 μm         | Mauna Kea, Hawaï                     | 1979            | -              | [ 15 ]    |
| SOFIA    |       | 2,7 m         | 0,3 μm – 1 600 μm    | 747SP, Stratosphère                  | 2010            | septembre 2022 | [ 16 ]    |
| WIRO     |       | 2,3 m         | 0,45 – 5,8 μm        | Jelm mountain, Wyoming               | 1977            | -              | [ 17 ]    |
| WFC3     |       | 0,24 m        | 0,2 – 1,7 μm         | Orbite terrestre                     | mai 2009        | -              | [ 18 ]    |
| Spitzer  |       | 0,85 m        | 3 – 180 μm           | Orbite terrestre                     | 2003            | janvier 2020   | [ 19 ]    |
| Akari    |       | 0,685 m       | 2 – 200 μm           | Orbite terrestre                     | avril 2006      | novembre 2011  | [ 19 ]    |
| ISO      |       | 0,60 m        | 2,5 – 240 μm         | Orbite terrestre                     | 1996            | avril 1998     | [ 19 ]    |
| IRAS     |       | 0,57 m        | 5 – 100 μm           | Orbite terrestre                     | février 1983    | Novembre 1983  | [ 19 ]    |
| SWAS     |       | 0,70 m        | 540 – 615 μm         | Orbite terrestre                     | novembre 1998   | en hibernation | [ 20 ]    |
| WISE     |       | 0,40 m        | 3 – 25 μm            | Orbite terrestre                     | janvier 2010    | juillet 2024   | [ 19 ]    |
| MSX      |       | 0,33 m        | 8,28 – 21,3 μm       | Orbite terrestre                     | avril 1996      | juillet 2012   | [ 21 ]    |